# ОШ „Жарко Зрењанин” Обровац
ОШ „Жарко Зрењанин” Обровац је основна школа у Обровцу, општина Бачка Паланка. Налази се у улици краља Петра I 73 у Обровцу.

## Историјат школе

#### О школству у Обровцу
Доступни подаци помињу постојање школе у Обровцу 1757. године. Најстарији документ о школи је записник о похађању ученика од 1898. године. Уписнице ученика поседујемо од 1921. године. Постоји податак да су у овом периоду само два учитеља водила 248 ученика. Школски дневници постоје од 1905. године, а школски летопис почиње да се води од 1898. Године 1921. године, пронађен је Уписник државне основне школе у Обровцу, српског и немачког одељења, као и Уписник забавишта за ту школску годину. Било је уписано 60 ученика.

#### Историјат ОШ „Жарко Зрењанин”
У школској 1945/46. години оформљена су четири одељења првог разреда са просечно 55 ученика по одељењу.
Нова школска зграда је завршена 1961/62. године. Те године, тачније 18.03.1961. школа је добила име „Жарко Зрењанин“. Управо те године школа је бројала највише ученика у историји, њих 825.

## Школа данас
Ова установа је редовна одељења основне школе али има и једно одељење припремно предшколског програма са 22 ученика. У школској 2021/2022. години школу похађа 214 ученика.
Од школске 2008/09. године почело се са радом на фискултурној сали, а она је завршена школске 2013/14. године. Помоћница покрајинског секретара за прописе Тијана Павлов са сарадницом 3.11. 2022. године, посетила је школу. У том периоду у школи је била реконструкција крова фискултурне сале.

## Награде и признања
ОШ „Жарко Зрењанин” Обровац је добила Октобарску награду школске 1975/76. године.